# Draft WNBA 1998
Il Draft WNBA 1998 fu il secondo draft tenuto dalla WNBA e si svolse in tre fasi. Nella prima (27 gennaio 1998), chiamata Initial player allocation, 4 giocatrici vennero assegnate alle due squadre appena entrate nella lega, senza alcun ordine particolare. Nella seconda (18 febbraio 1998), si svolse un Expansion draft, sempre a vantaggio delle due nuove squadre. Nella terza (28 aprile 1998), si tenne il draft vero e proprio, dove vennero selezionate giocatrici appena uscite dal college.

## Initial player allocation
|  | Giocatrici selezionate per l'all-star game WNBA |

| Scelta | Giocatrice                        | Nazionalità          | Squadra WNBA       | College/Squadra di club                         |
| ------ | --------------------------------- | -------------------- | ------------------ | ----------------------------------------------- |
| 1      | Cindy Brown (F)                   | Stati Uniti          | Detroit Shock      | Long Beach 49ers (dalle Seattle Reign, ABL)     |
| 2      | Razija Mujanović (C)              | Bosnia ed Erzegovina | Detroit Shock      | -                                               |
| 3      | Nikki McCray (G)                  | Stati Uniti          | Washington Mystics | Tenn. L. Volunteers (dalle Columbus Quest, ABL) |
| 4      | Alessandra Santos de Oliveira (C) | Brasile              | Washington Mystics | -                                               |

## Expansion draft
| Scelta | Giocatrice          | Nazionalità             | Nuova squadra      | Vecchia squadra     |
| ------ | ------------------- | ----------------------- | ------------------ | ------------------- |
| 1      | Rhonda Blades (G)   | Stati Uniti             | Detroit Shock      | New York Liberty    |
| 2      | Heidi Burge (F)     | Stati Uniti             | Washington Mystics | Los Angeles Sparks  |
| 3      | Tajama Abraham (C)  | Isole Vergini Americane | Detroit Shock      | Sacramento Monarchs |
| 4      | Penny Moore (F)     | Stati Uniti             | Washington Mystics | Charlotte Sting     |
| 5      | Tara Williams (G)   | Stati Uniti             | Detroit Shock      | Phoenix Mercury     |
| 6      | Deborah Carter (F)  | Stati Uniti             | Washington Mystics | Utah Starzz         |
| 7      | Lynette Woodard (G) | Stati Uniti             | Detroit Shock      | Cleveland Rockers   |
| 8      | Tammy Jackson (F/C) | Stati Uniti             | Washington Mystics | Houston Comets      |

## College draft
|  | Giocatrici selezionate per l'all-star game WNBA |

### Primo giro
| Scelta | Giocatrice           | Nazionalità | Squadra WNBA        | College/Squadra di club |
| ------ | -------------------- | ----------- | ------------------- | ----------------------- |
| 1      | Margo Dydek (C)      | Polonia     | Utah Starzz         | -                       |
| 2      | Ticha Penicheiro (G) | Portogallo  | Sacramento Monarchs | ODU L. Monarchs         |
| 3      | Murriel Page (F/C)   | Stati Uniti | Washington Mystics  | Florida Gators          |
| 4      | Korie Hlede (G)      | Stati Uniti | Detroit Shock       | Duquesne Dukes          |
| 5      | Allison Feaster (F)  | Stati Uniti | Los Angeles Sparks  | Harvard Crimson         |
| 6      | Cindy Blodgett (G)   | Stati Uniti | Cleveland Rockers   | Maine Black Bears       |
| 7      | Tracy Reid (F/G)     | Stati Uniti | Charlotte Sting     | N. Carol. Tar Heels     |
| 8      | Marija Stepanova (C) | Russia      | Phoenix Mercury     | -                       |
| 9      | Alicia Thompson (C)  | Stati Uniti | New York Liberty    | TTU Lady Raiders        |
| 10     | Polina Cekova (F/C)  | Bulgaria    | Houston Comets      | -                       |

### Secondo giro
| Scelta | Giocatrice           | Nazionalità | Squadra WNBA        | College/Squadra di club |
| ------ | -------------------- | ----------- | ------------------- | ----------------------- |
| 11     | Olympia Scott (F/C)  | Stati Uniti | Utah Starzz         | Stanford Cardinal       |
| 12     | Tangela Smith (F/C)  | Stati Uniti | Sacramento Monarchs | Iowa Hawkeyes           |
| 13     | Rita Williams (G)    | Stati Uniti | Washington Mystics  | UConn Huskies           |
| 14     | Rachael Sporn (F)    | Australia   | Detroit Shock       | -                       |
| 15     | Octavia Blue (F)     | Stati Uniti | Los Angeles Sparks  | Miami Hurricanes        |
| 16     | Suzie McConnell (G)  | Stati Uniti | Cleveland Rockers   | Penn State L. Lions     |
| 17     | Christy Smith (G)    | Stati Uniti | Charlotte Sting     | Ark. Razorbacks         |
| 18     | Andrea Kuklová (G/F) | Slovacchia  | Phoenix Mercury     | -                       |
| 19     | Nadine Domond (G)    | Stati Uniti | New York Liberty    | Iowa Hawkeyes           |
| 20     | Nyree Roberts (C)    | Stati Uniti | Houston Comets      | ODU L. Monarchs         |

### Terzo giro
| Scelta | Giocatrice           | Nazionalità | Squadra WNBA        | College/Squadra di club |
| ------ | -------------------- | ----------- | ------------------- | ----------------------- |
| 21     | LaTonya Johnson (F)  | Stati Uniti | Utah Starzz         | Memphis Tigers          |
| 22     | Quacy Barnes (C)     | Stati Uniti | Sacramento Monarchs | Indiana Hoosiers        |
| 23     | Angela Hamblin (G/F) | Stati Uniti | Washington Mystics  | Iowa Hawkeyes           |
| 24     | Gergana Brănzova (F) | Bulgaria    | Detroit Shock       | FIU Panthers            |
| 25     | Rehema Stephens (G)  | Stati Uniti | Los Angeles Sparks  | UCLA Bruins             |
| 26     | Tanja Kostić (F)     | Svezia      | Cleveland Rockers   | Oregon St. Beavers      |
| 27     | Pollyanna Johns (C)  | Bahamas     | Charlotte Sting     | Michigan Wolver.        |
| 28     | Brandy Reed (F)      | Stati Uniti | Phoenix Mercury     | USM Lady Eagles         |
| 29     | Albena Brănzova (F)  | Bulgaria    | New York Liberty    | FIU Panthers            |
| 30     | Amaya Valdemoro (F)  | Spagna      | Houston Comets      | -                       |

### Quarto giro
| Scelta | Giocatrice          | Nazionalità | Squadra WNBA        | College/Squadra di club |
| ------ | ------------------- | ----------- | ------------------- | ----------------------- |
| 31     | Tricia Bader (G)    | Stati Uniti | Utah Starzz         | Boise St. Broncos       |
| 32     | Adia Barnes (F)     | Stati Uniti | Sacramento Monarchs | Arizona Wildcats        |
| 33     | Angela Jackson (C)  | Stati Uniti | Washington Mystics  | Texas Longhorns         |
| 34     | Sandy Brondello (G) | Australia   | Detroit Shock       | -                       |
| 35     | Erica Kienast (F)   | Stati Uniti | Los Angeles Sparks  | UCSB Gauchos            |
| 36     | Tammye Jenkins (C)  | Stati Uniti | Cleveland Rockers   | Georgia L. Bulld.       |
| 37     | Sonia Chase (G)     | Stati Uniti | Charlotte Sting     | Maryland Terrapins      |
| 38     | Karen Wilkins (G/F) | Stati Uniti | Phoenix Mercury     | Howard Bison            |
| 39     | Vanessa Nygaard (F) | Stati Uniti | New York Liberty    | Stanford Cardinal       |
| 40     | Monica Lamb (C)     | Stati Uniti | Houston Comets      | USC Trojans             |